# Nkanka
Nkanka är ett vattendrag i Burundi.   Det ligger i provinsen Rutana, i den centrala delen av landet, 110 km sydost om huvudstaden Bujumbura.
I omgivningarna runt Nkanka växer huvudsakligen savannskog. Runt Nkanka är det ganska tätbefolkat, med 80 invånare per kvadratkilometer.